# مبارک شاه
مبارک شاه رهبر خانات جغتای در میان سال‌های ۱۲۵۲ تا ۱۲۶۰ بود. او فرزند قره هولگو و ارگنه خاتون بود، امپراتور مغول بود.
پس از مرگ پدرش قره هولگو در سال ۱۲۵۲ مبارک به جانشینی او به عنوان خان خانات جغتای انتخاب شد. او درحالی انتخاب شد که مادرش نقش نایب السلطنه را برعهده داشت. او اولین خان از خانات جغتای بود که مسلمان شد.